# Estobledo
Estobledo es un despoblado que actualmente forma parte del municipio de Laguardia, en la provincia de Álava, País Vasco (España).

## Toponimia
A lo largo de los siglos ha sido conocido con los nombres de Estebledo y Estobledo.

## Historia
Documentado desde 1366, para 1427 constaba como despoblado.